# Merolonche dolli
Merolonche dolli är en fjärilsart som beskrevs av Barnes och Mcdunnough 1918. Merolonche dolli ingår i släktet Merolonche och familjen nattflyn. Inga underarter finns listade i Catalogue of Life.